# Памятники Владивостока
Некоторые из наиболее значимых памятников города Владивостока

## Львы Восточного института
Львы Восточного Института
Восточный институт — Дальневосточный государственный технический университет (ДВГТУ), в настоящее время Инженерная школа ДВФУ, расположенная по улице Пушкинская, 10.
Это старинное кирпичное здание, построенное в 1896—1899 гг. по проекту архитектора А. А. Гвоздзиовского, своим фасадом выходит на Пушкинскую, а со стороны улицы Светланской, там, где размещается двор, к нему пристроено ещё три параллельных корпуса в 3-5 этажей.
В середине 1890-х гг. во Владивостоке было решено построить новое здание для мужской гимназии. Она работала в бывших Алеутских казармах, которые давно уже стали для неё тесны. Тогда-то один из владельцев Торгового дома «Кунст и Альберс» А. В. Даттан подарил городу участок земли под строительство гимназии, хотя многие не соглашались с этой идеей: уж очень далеко, по меркам тех далёких дней, было это место от центра Владивостока. Но, так или иначе, а 15 сентября 1896 г. состоялась закладка здания. Строилось оно около трёх лет. В это время во Владивостоке было решено открыть Восточный институт. Тогда-то и задумали расширить здание с тем, чтобы открыть в нём и институт, и гимназию.
21 октября 1899 г. в торжественной обстановке состоялось освящение здания и открытие двух учебных заведений.
Особую красоту и колорит зданию придают два каменных льва, выполненных в восточном стиле, которые как будто охраняют вход в здание. По одной версии, они были привезены во Владивосток в 1900 г. из Тяньцзиня после подавления Боксёрского восстания, по другой — подарены китайским представителем при Приамурском генерал-губернаторе.

В Северной столице — Санкт-Петербурге находится ещё пара китайских львов — ши-цза, которые установлены на Петровской набережной. На постаменте этих львов высечена надпись: «Ши-цза из города Гирина в Маньчжурии перевезена в Санкт-Петербург в 1907 году. Дар генерала от инфантерии Н. И. Гродекова». У Владивостокских львов никакой надписи нет. Да и сами скульптуры ши-цза из Владивостока и Санкт-Петербурга совершенно разные. Гиды из Санкт-Петербурга любовно называют своих ши-цза за окружность форм «лягушками» — такой вид львов в Китае является самым распространённым. Львы из Владивостока — угловатые, из них как бы выплескиваются мощь, реальная сила, гордость и достоинство и, конечно, угроза для врагов и нечистой силы. Санкт-Петербургские львы изготовлены в 1906 г, о чём свидетельствуют надписи на китайском языке, высеченные на плинтах статуй. Возраст львов у Восточного института во Владивостоке отсчитывается с X века, а надписей никаких нет, не считая загадочного орнамента. Если встать спиной к входу в университет, то слева гордо восседает он — властелин мира, с достоинством положив лапу на шар, символизирующий нашу планету, а справа не менее гордо застыла львица: под левой лапой у неё изогнулся малыш-львёнок, а на спину заполз другой. 

## Памятник герою Гражданской войны Сергею Лазо. (Светланская ул. 47, сквер)
Памятник Сергею Лазо
Расположен в центре города, в одноимённом сквере, между улицами Петра Великого и Лазо. Открыт 12 августа 1945 г. Автором является скульптор Л. М. Писаревский.
Памятник был установлен Сергею Лазо — красному командиру, выдающемуся военному и политическому деятелю времён Гражданской войны.
Бронзовая фигура, выполненная во весь рост, установлена на гранитном пьедестале. Правая рука командира сжата в кулак, левая держит фуражку.
C 1908 по 1938 годы на этом постаменте стоял памятник адмиралу Завойко, который повредили войска Красной Армии после занятия города в 1922 году.

## Тигр, памятный знак Владивостоку. 1992 г. (Набережная ул. 3, возле кинотеатра «Океан»)
Памятник амурскому тигру
Памятник амурскому тигру во Владивостоке расположен около кинотеатра «Океан» у подножия Тигровой сопки, что в самом центре города.
Памятник тигру во Владивостоке был открыт в 1992 году. Авторство памятника принадлежит скульпторам Монтач Н. П. и Кулеш О. О.
Памятник установлен на разломах камней, разбросанных и укреплённых прямо на тротуарной плитке аллеи. На памятной доске есть надпись «Столице Приморского края, городу Владивостоку, от Общественного объединения, клуба „Пионер“, Научно-производственной компании „Инаква“, Азиатско-Тихоокеанского „Кредобанка“».

Киноцентр «Океан» является местом проведения творческих встреч, выпускных вечеров, конференций, его окрестности очень популярны у гостей города и иностранных туристов. 

## Памятник исследователю Дальнего Востока Г. И. Невельскому. (Светланская ул, сквер имени Невельского)
Памятник Г. И. Невельскому во Владивостоке был открыт 26 октября 1897 г. на улице Светланской.
Выдающийся русский моряк-географ Г. И. Невельской провёл масштабные исследования южного побережья Охотского моря, острова Сахалин, берегов Татарского пролива, низовий Амура. Он доказал существование пролива, отделяющего Сахалин от материка, доступность Амура для крупных морских судов, возможность судоходства между Японским и Охотским морями.

Памятник адмиралу Г. И. Невельскому — один из первых во Владивостоке, сооружён на общественные средства. Памятник представляет собой четырёхгранный обелиск, увенчанный двуглавым орлом, с нишей для бронзового бюста адмирала, на трёх гранях помещены плиты с текстом о деятельности Амурской экспедиции, руководимой Г. И. Невельским. 

## Памятный знак на месте высадки основателей поста Владивосток с корабля «Манджур» в 1860 году (Корабельная набережная, причал № 33)
Этот памятный знак на месте высадки основателей поста Владивосток расположен в самом центре города — на Корабельной набережной, у причала № 33.
Идея установки памятного знака на месте высадки основателей поста Владивосток принадлежит общественности города в 1980 году, приуроченная к 120-летию основания города. Однако идея не была реализована из-за окончания благоустройства Корабельной набережной и предположительного места для сооружения памятника, которое использовалось для швартовки вспомогательных судов Тихоокеанского флота. К празднованию 125-летия города был объявлен конкурс на проект памятного знака на месте высадки основателей Владивосток, где было представлено 12 работ. Первое место было присвоено авторскому коллективу архитекторов и скульпторов Б. Ф. Богомолова, Э. В. Барсегова, Д. Н. Лаврухина.
Памятник был торжественно открыт 2 июля 1985 года. Реставрационные работы проводились в 2010 году: восстановили разрушенные и повреждённые элементы металлического окрашенного обелиска, гранитной стены основания, лестниц и фонарей.
Сооружение представляет собой 12-метровый обелиск из титанового сплава, напоминающий раздуваемый ветром парус морского судна, изготовлен в цехах Дальзавода. Обелиск установлен в центре специальной террасы, врезанной в гранитную стенку набережной. С уровня Корабельной набережной спускаются две бетонные лестницы. По двум сторонам от конструкции установлены массивные стилизованные якоря, выполненные из бетона.
С восточной стороны от него, на обрамляющей террасу стенке, укреплена чугунная мемориальная доска с текстом: «Основатели Владивостока — солдаты 3-й роты 4-го отдельного линейного батальона под командованием прапорщика Н. В. Комарова высадились на этом берегу с транспорта „Манджур“ 20 июня (2 июля) 1860 года».

Памятный знак на месте высадки основателей поста Владивосток с корабля «Манджур»
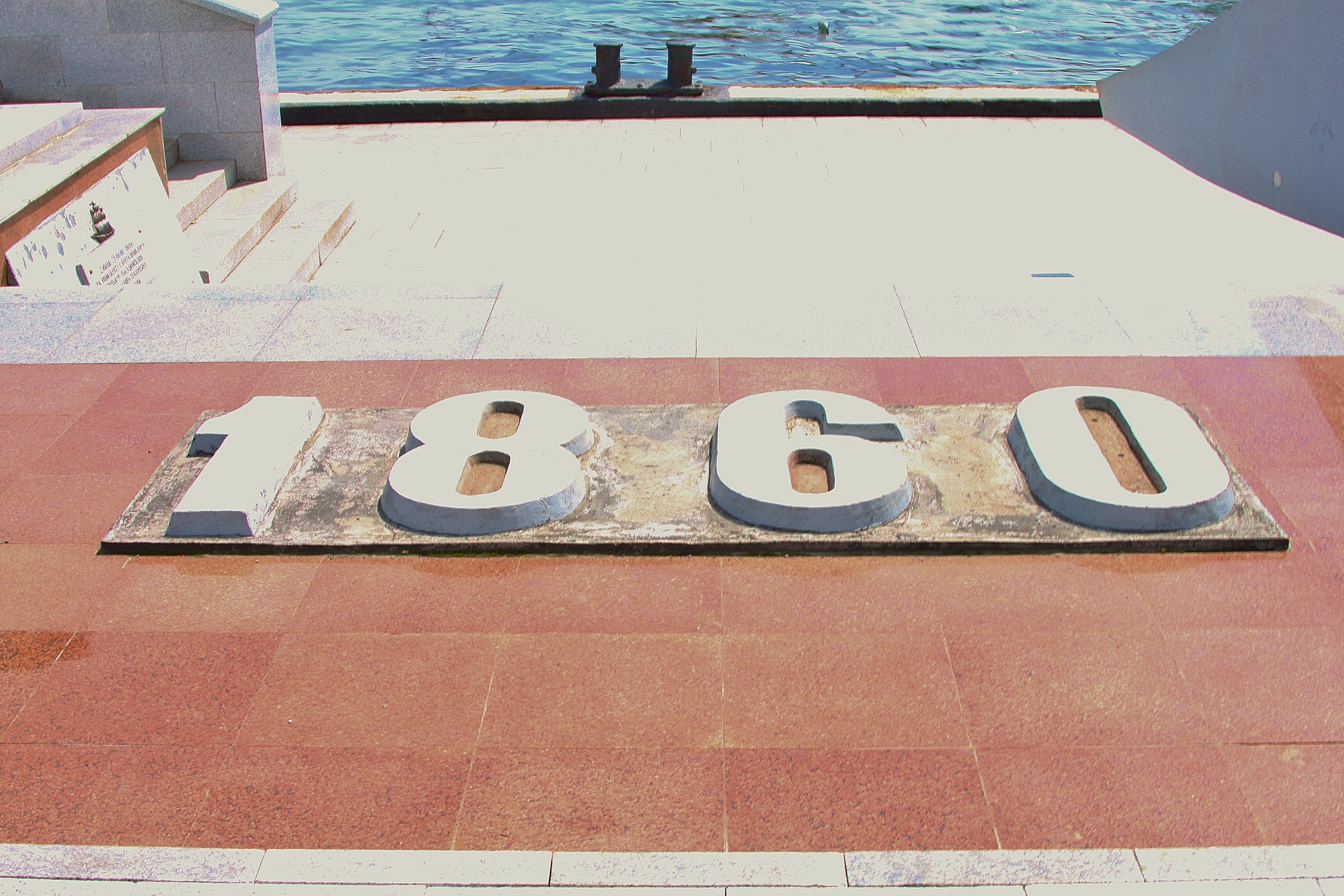

## Могила генерал-губернатора Восточной Сибири графа Николая Николаевича Муравьёва-Амурского (угол ул. Лазо и Суханова)
Могила генерал-губернатора Восточной Сибири графа Николая Николаевича Муравьёва-Амурского
Николай Муравьёв родился 11 августа 1809 г. в Санкт-Петербурге. В звании пажа участвовал в коронации императора Николая Павловича в Москве. 25 июля 1827 г. поступил на службу прапорщиком в лейб-гвардии Финляндский полк. За участие в русско-турецкой войне присвоено очередное звание поручика, был награждён орденом Св. Анны 3-й степени. За участие в подавлении Польского восстания 1830 г. награждён польским знаком «За военные достоинства» 4-й степени, орденом Св. Владимира 4-й степени с бантом и золотой шпагой с надписью «За храбрость», 4 июня 1841 г. на Кавказе за отличие произведён в генерал-майоры. В 1844 г. получил орден Св. Станислава 1-й степени с высочайшей грамотой за «отличие, мужество и благоразумную распорядительность, оказанные против горцев». 16 июня 1846 г. назначен на должность военного губернатора Тулы и Тульского гражданского военного губернатора. 5 сентября 1847 г. назначен генерал-губернатором Восточной Сибири. 14 марта 1848 г. вступил в должность.
В 1881 г. Н. Н. Муравьёва-Амурского не стало. В метрической книге Свято-Троицкой Александро-Невской церкви, состоящей при Российско-Императорском посольстве в Париже записано: «1881 г., ноября 18-го дня скончался от гангрены член Государственного Совета, генерал-адъютант, генерал от инфантерии, граф Николай Николаевич Муравьёв-Амурский, 72-х лет от роду. Перед смертью был исповедован и приобщён Святых Таин протоиереем Василием Прилежаевым. Тело предано земле на Монтмартовском кладбище в Париже».
На 25-летнем юбилее «амурских обедов» было принято решение увековечить память о Н. Н. Муравьёве-Амурском. Памятник бывшему генерал-губернатору, который вначале хотели установить во Владивостоке как «конечном морском пути», но большинством голосов решено было поставить прочный крест с надписью на месте слияния Шилки и Аргуни, откуда ушла в путь первая экспедиция Н. Н. Муравьёва. В первый состав комитета вошли адмирал П. В. Казакевич, тайные советники М. С. Волконский и М. Н. Галкин-Враский и отставной статский советник Ф. А. Анненков. Они-то и окончательно решили в пользу Хабаровки. 14 февраля 1888 г. царь утвердил модель памятника. Решено было постамент изготовить из местного камня, который нашли в окрестностях станицы Михайло-Семёновская, но оттуда далеко и было найдено месторождение светло-серого сиенита в 1889 г.
В феврале 1900 г. состоялся 37-й «Амурский обед», на котором предложили перенести прах Муравьева-Амурского из Парижа. Генерал-губернатору Приамурского края сразу же ушла телеграмма: «На Амурском обеде выражено общее желание просить Вас поднять вопрос переноса праха графа Муравьёва-Амурского из Парижа в Хабаровск под памятник. Не откажите исполнением сообщить. Генерал Александров, граф Игнатьев, Духовской, князь Волконский».

За согласием перенести прах амурцы обратились к военному агенту во Франции полковнику Валериановичу Муравьёву-Амурскому, который ответил 2 мая 1900 г. так: «… по вопросу о перевезении на берега Амура тела дяди моего, графа Н. Н. Муравьёва-Амурского, имею сообщить, что со стороны родных, из коих ближайший я, не только не будет препятствия к выполнению сего предложения, но полное и совершенное сочувствие и согласие». Что касается места нового погребения тела покойного, покорителя Амурской и Уссурийской страны. Думали перевезти во Владивосток, но начавшаяся вскоре Первая мировая война, а затем и революция отодвинули выполнение намеченного на долгие годы. В советское время крест на Шилке и памятник в Хабаровске были отправлены на переплавку. Только недавно хабаровчане вновь отлили памятник графу и установили на прежнем месте. Не остались в долгу и владивостокцы: в 1991 г. прах Н. Н. Муравьёва-Амурского был перенесён во Владивосток и похоронен в центре города на склоне горы, мимо которой он когда-то проходил на пароходо-корвете «Америка». 

## Памятник первому жителю Якову Семёнову (Алеутская ул, у жилого дома № 19а)
Перед зданием Союза писателей Приморского края на ул. Алеутской установлен бюст первому гражданскому жителю Владивостока Якову Лазаревичу Семёнову.
Прибыв во Владивосток из Николаевска-на-Амуре в 1860 году купец прожил здесь 42 года. Он был избран первым старостой Владивостока, выпустил научные труды, посвящённые правилам добычи и приготовления водорослей, также являлся известным меценатом. Памятник был установлен 1 июля 1995 года.
Именем Якова Семёнова названа улица Владивостока.

## Памятник вице-адмиралу Степану Осиповичу Макарову (Набережная ул, 3, возле кинотеатра «Океан»)
Памятник Макарову во Владивостоке украшает улицу Набережную, возвышаясь на склоне сопки возле кинотеатра «Океан». Он установлен 24 июля 1999 года (до этого располагался на Луговой). Авторы — скульптор А. И. Тенета, архитектор А. С. Усачев. Степан Осипович Макаров — выдающийся моряк, учёный и гражданин, внёсший значительный вклад в освоение новых территорий. Создал ледокольный флот и воспитал целую плеяду морских офицеров.
Окончив морское училище в Николаевске-на-Амуре, Степан Осипович Макаров ходил в водах Тихого океана на различных военных кораблях. В 1871 году, уже лейтенантом, на шхуне «Тунгус» он заходил во Владивосток.
13 апреля 1904 года вице-адмирал Макаров вместе с штабом Первой Тихоокеанской эскадры во главе с начальником контр-адмиралом Михаилом Коласом (всего более 650 человек) погибли вместе с броненосцем «Петропавловск».
В 1980 году на лицевой гране постамента, по инициативе и на средства капитана Н. Г. Позднякова была укреплена бронзовая доска со словами адмирала о необходимости освоения русского Севера. К монументу ведёт широкая лестница. В 2010 году проведена реставрация чугунной скульптуры, ступенчатого стилобата, мемориальной доски.

В честь боевых заслуг вице-адмирала Макарова был возведён памятник и его именем названа улица города. Имя прославленного героя также носит Тихоокеанский военно-морской институт. По традиции ежегодно 8 января к памятнику приходят представители командования и ветераны флота, курсанты военного института, чтобы почтить великого флотоводца. 

## Памятник Герою Советского Союза Елизавете Чайкиной (Набережная ул, 1, у здания школы № 13)

Памятник Герою Советского Союза Елизавете Чайкиной

На территории школы № 13 находится памятник Герою Советского Союза Чайкиной Елизавете Ивановне.
Чайкина Елизавета Ивановна — секретарь Пеновского подпольного райкома комсомола Калининской области, одна из организаторов партизанского отряда.
Родилась 28 августа 1918 года в деревне Руна Пеновского района Тверской (бывшей Калининской) области. Член ВКП(б) с 1939 года. В 1939 году избрана секретарём Пеновского райкома комсомола.
С 14 октября 1941 года до дня гибели сражалась в партизанском отряде на территории Калининской (ныне Тверской) области. Смелая и энергичная комсомолка ходила в разведку, пробиралась в захваченные врагом населённые пункты и добывала ценные разведывательные сведения. Своим страстным и пламенным словом воодушевляла народ, поднимала его на борьбу с фашистскими оккупантами. Она принимала участие в самых смелых и дерзких налётах на фашистские гарнизоны.

Однажды Чайкина получила задание командира партизанского отряда пробиться в Пено, разведать численность вражеского гарнизона и местонахождение его штаба. 22 ноября 1941 года Елизавета Чайкина по пути в Пено зашла на хутор Красное Покатище к своей подруге. Её заметил бывший кулак и донёс фашистам. Гитлеровцы ворвались в дом Купровых, расстреляли семью, Чайкину увезли в Пено. Здесь её зверски пытали, требуя указать, где находятся партизаны. Ничего не добившись, фашисты 23 ноября 1941 года расстреляли мужественную партизанку. Похоронена в сквере посёлка городского типа Пено. Звание Героя Советского Союза Елизавете Ивановне Чайкиной присвоено посмертно 6 марта 1942 года. 

## Памятник Герою Советского Союза Олегу Кошевому (ул. Олега Кошевого, 26, у здания школы № 50)

Памятник Герою Советского Союза Олегу Кошевому

Находится на территории школы № 50 по адресу: ул. Олега Кошевого, д. 19 «а».
Во время подготовки к празднованию Дня Победы администрацией района и города было принято решение об увековечении имён героев Великой Отечественной войны в названиях улиц, площадей, установкой памятников. На собрании учителя школы внесли предложение о постановке памятника Олегу Кошевому в школьном парке. Ученики написали письмо матери Олега с просьбой дать согласие на установку памятника, Елена Кошевая в ответном письме выразила ученикам и учителям школы благодарность и дала согласие на установку памятника.
30 октября 1969 г. состоялось торжественное открытие, на котором присутствовала скульптор О. Сушкова. С тех пор ежегодно в День Победы учащиеся школы возлагают цветы к памятнику.

## Памятник Герою Советского Союза Дмитрию Карбышеву (ул. Генерала Карбышева, 11)
Памятник Герою Советского Союза Дмитрию Карбышеву
В сквере улицы, названной в честь Героя Советского Союза Д. М. Карбышева, которая находится на границе Советского и Первореченского районов, установлен памятник Карбышеву во Владивостоке. Автор — скульптор О. Кулеш, памятник был открыт в 1945 году, отреставрирован в 1987 и 2010 годах. Проведено восстановление элементов постамента, стилобата, бюста и мемориальной доски памятника.
Дмитрий Михайлович — легендарный генерал-лейтенант инженерных войск, доктор военных наук. Потомственный казак, уроженец города Омска. Принимал участие в строительстве Владивостокской крепости. Во время Русско-японской войны 1904—1905 гг. он заслужил пять орденов и две медали. В августе 1941 года попал в плен, многократно отвергал предложения фашистов о сотрудничестве. Погиб в концентрационном лагере в 1945 году.

Памятник Карбышеву во Владивостоке представлен постаментом с бетонным стилобатом, облицованным мраморной плиткой, на котором установлен его бюст. За постаментом расположена мраморная мемориальная доска с надписью и Звездой Героя. Приморцам и гостям города он известен как настоящий боец войны с фашизмом. 

## Памятник герою-комсомольцу Виталию Баневуру (ул. Володарского, 8а, сквер)
Памятник Виталию Баневуру
Памятник Виталию Баневуру во Владивостоке расположен в небольшом скверике, носящем его имя, что на улице Володарской. Памятник был торжественно открыт 30 октября 1966 года. Авторы — скульптор В. Е. Гринева и архитектор М. С. Смирнов.
Виталий Баневур родился в семье ювелира в Варшаве. В 1915 году вместе с семьёй был эвакуирован в Москву, а в 1917 году — во Владивосток, где окончил Владивостокскую мужскую гимназию в 1919 году.
Будучи гимназистом, увлёкся политической деятельностью и с весны 1918 года входил в Союз учащихся социалистической интеллигенции. Впоследствии участвовал в партизанском движении, став руководителем комсомольского подполья. Был схвачен в плен белогвардейцами и убит руками казаков, выдержав нечеловеческие пытки — на груди ещё живого комсомольца озверевшие бандиты вырезали пятиконечную звезду и вырвали горячее сердце. Жизнь Виталия Баневура отражена в романе Д. Нагишкина «Сердце Бонивура» [lib.ru/PRIKL/NAGISHKIN/bonivur.txt Дмитрий Нагишкин «Сердце Бонивура», роман.]. Этот роман был написан во Владивостоке в годы Великой Отечественной войны.

## Памятник председателю Владивостокского совета К. А. Суханову. 1894—1918 гг. (ул. Суханова, сквер)
Памятник председателю Владивостокского совета К. А. Суханову
Суханов Константин Александрович (1894—1918), участник борьбы за установление Советской власти на Дальнем Востоке, член Коммунистической партии с 1913 года. С октября 1917 член бюро краевой партийной организации Дальнего Востока. С ноября 1917 председатель Владивостокского совета. Член Дальневосточного СНК. В июне 1918 после захвата Владивостока белогвардейцами был арестован, затем расстрелян.
Памятник одному из первых председателей Владивостокского совета рабочих и солдатских депутатов был установлен во Владивостоке на улице, носящей его имя и в сквере, названном в его честь в 1969 году.

## Памятник поэту-партизану Д. Давыдову. 1784—1839 гг. (ул. Давыдова, 3, сквер)

Памятник поэту-партизану Д. Давыдову

Памятник Давыдову расположен в сквере на улице Давыдова. Открытие состоялось в 1986 году. Автором памятника является скульптор Б. В. Волков.
Это место в городе называется «Вторая Речка». Новые улицы здесь появились в начале 60-х годов прошлого столетия и названы в честь героев Бородинской битвы: Кутузова, Багратиона, Давыдова, а также Бородинская и Русская. На улице Русской много зелени, скверов, цветов. Минуя здание детской балетной студии, возле шумного перекрёстка стоит 16-этажный жилой дом, напротив которого небольшой сквер с памятником Денису Давыдову и отсюда начинается улица, носящая его имя. 29 марта 2010 года на карте города возле памятника появилась аллея Дениса Давыдова, к сожалению нуждается в благоустройстве, а памятник — в реставрации.
В настоящее время памятник Давыдову во Владивостоке представлен мраморной площадкой и мраморным постаментом, на котором установлен бюст поэта-партизана.

## Памятник Маршалу Советского Союза В. К. Блюхеру 1890—1938 гг. (ул. Овчинникова, 34, сквер школы № 52)

Памятник маршалу Советского Союза В. К. Блюхеру

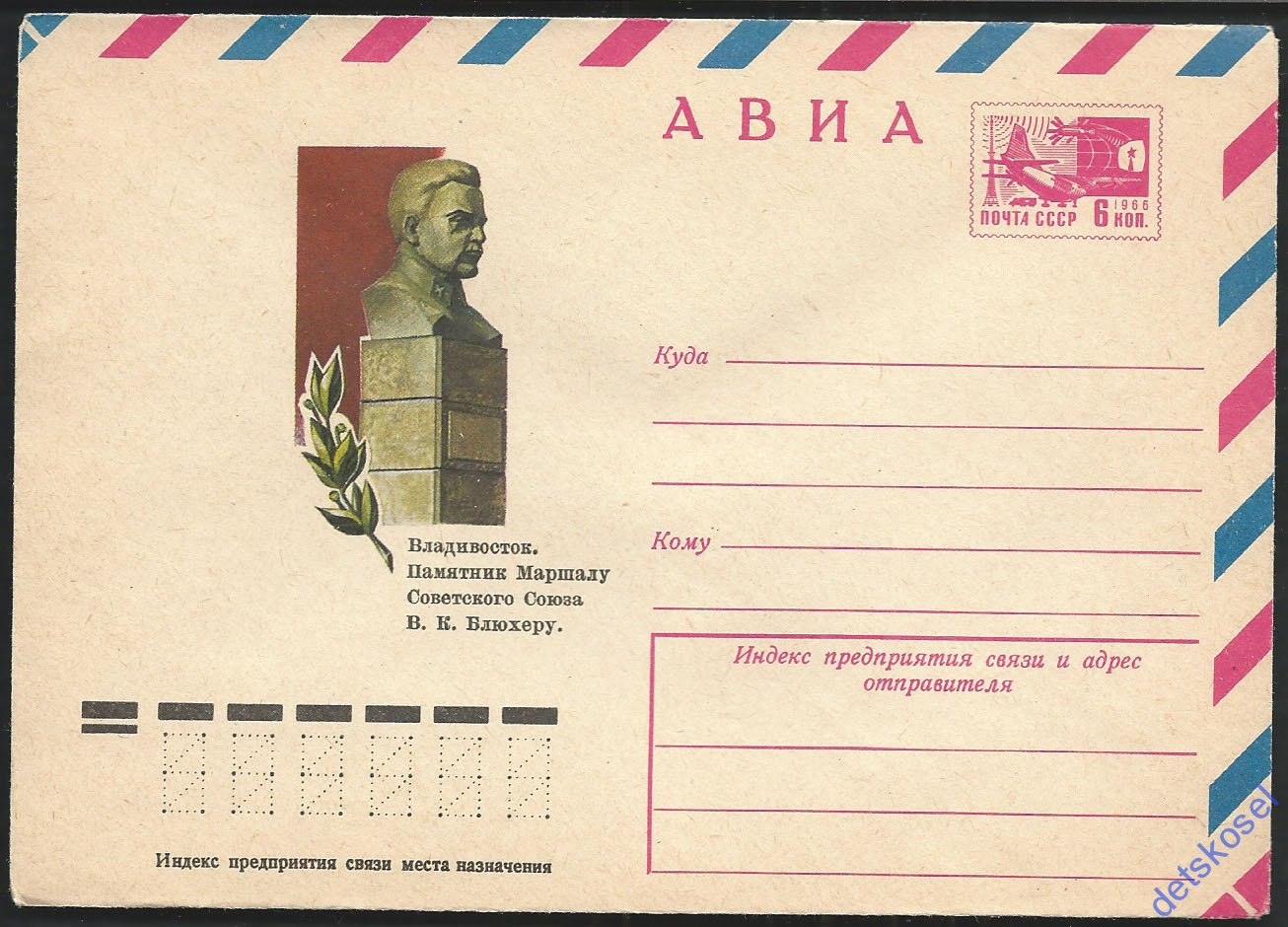
Почтовый конверт СССР. Памятник маршалу Советского Союза В. К. Блюхеру

Памятник Блюхеру во Владивостоке установлен на улице Овчинникова, в сквере перед зданием средней школы № 52. Авторы памятника Блюхеру в во Владивостоке — скульпторы А. Лапина и В. Гончаров. Памятник Блюхеру во Владивостоке представлен стилобатом и блочным постаментом, на котором установлен его бюст. На постаменте имеется табличка с памятной надписью: «Блюхеру В. К. (1890—1938 гг.) Маршалу Советского Союза от учащихся школы 52 Владивостока». В настоящее время нуждается в реставрации. Василий Константинович Блюхер (1890—1938 гг.) — выдающийся советский военачальник, за заслуги перед народом был награждён двумя орденами Ленина, пятью орденами Красного Знамени, орденом Красной Звезды и другими высокими правительственными наградами. В 1918 году руководил походом Уральской армии. Также был начальником 51-й стрелковой дивизии при обороне Каховского плацдарма и штурме Перекопа, в 1921—1922 годах — военным министром, главкомом Народно-революционной армии Дальневосточной республики, руководил Волочаевской операцией, а в 1929—1938 командующим Особой Дальневосточной армией.
В 1931 году был награждён орденом Красной Звезды № 1. В 1935 году получил звание Маршала Советского Союза. Первый кавалер почётных боевых орденов, он скончался 9 ноября 1938 года от жестоких пыток в Лефортовской тюрьме НКВД, куда его поместили по сфабрикованному делу во время необоснованных репрессий в период культа личности Сталина. Тело сожгли в крематории, а приговор вынесли за «шпионаж в пользу Японии» и «участие в антисоветской организации правых и в военном заговоре» уже мёртвому полководцу и приговорили его к высшей мере наказания.

В 1975 году выпущен почтовый конверт СССР, посвящённый памятнику. 

## Памятник русскому поэту, прозаику, эссеисту, переводчику и литературному критику Осипу Мандельштаму (ул. Гоголя 41, сквер ВГУЭС)

Памятник Осипу Мандельштаму

Автор бронзовой фигуры поэта приморский скульптор Валерий Ненаживин.
Осип Мандельштам был арестован в мае 1934 года за стихотворение, посвящённое самому И. Сталину. Оно существовало только в рукописном виде. Передавалось шёпотом. А впервые было опубликовано 30 лет спустя: «Мы живём, под собой не чуя страны, Наши речи за десять шагов не слышны…». Мандельштам получил три года ссылки в Воронеже, подальше от столицы.
Во второй раз поэта арестовали в Москве в мае 1938 года, предъявив обвинение в контрреволюционной деятельности. Следствие длилось не долго. Мандельштам был вынужден признать обвинения. Осенью он написал письмо брату, которое чудом дошло до адресата: «Я нахожусь — Владивосток, СВИТЛ, 11-й барак. Получил пять лет за контрреволюционную деятельность. Из Москвы этап выехал 9 сентября, приехал 21 октября. Здоровье очень слабое. Истощен до крайности, исхудал, неузнаваем почти…»
Немногие оставшиеся в живых обитатели 11-го барака вспоминали позже, что Мандельштам был крайне слаб и не мог ходить на работы. Попал в лагерную больницу. А небывалые морозы начала зимы 1938 года ускорили его смерть. Теперь известно, что 47-летний Осип Мандельштам погиб от истощения в декабре 1938 года в пересыльном лагере Владивостока и был похоронен в общей могиле в районе нынешней Второй Речки.
Именно во Владивостоке десять лет назад появился первый в мире памятник поэту. Но поскольку на месте прежних лагерных бараков теперь стоят жилые дома, а точное место захоронения Мандельштама неизвестно, для этого был выбран сквер за кинотеатром «Искра». В октябре 1998 года к трагической дате 60-летия со дня смерти поэта, там была установлена скульптура работы Валерия Ненаживина.
Второй после Владивостока памятник появился летом 2007 года в Санкт—Петербурге во дворе Фонтанного дома — Музея Анны Ахматовой.

В апреле 1999 года железобетонная скульптура была разрушена. В декабре 2001 года памятник был повторно установлен в том же самом сквере, но поэта в покое не оставили. После пяти повторных инцидентов в 2003 году коллектив ВГУЭС обратился к городским властям с предложением перенести многострадальный монумент в сквер университета. 

## Героям Русско-японской войны 1904—1905 гг. (Светланская ул, 66)

Памятник героям Русско-японской войны

Церемония закладки первого камня памятника героям Русско-японской войны 1904—1905 годов во Владивостоке состоялась в июне 2006 года. Мемориал открылся на территории музея Тихоокеанского флота и стал первым памятником героям Русско-японской войны 1904—1905 годов во Владивостоке, установленном в Приморье, в память о событиях войны. Этот памятный знак — дань уважения и восхищения мужеством и героизмом русских моряков, офицеров и солдат, защищавших свою родину в эти годы, приуроченный к 250 летию со дня основания Тихоокеанского флота России.
Главной композицией архитектурного ансамбля является статуя архангела Небесного Воинства Михаила. Мемориал был освящён Архиепископом Владивостокским и Приморским Вениамином, который совершил заупокойную литию по павшим войнам.

К подножию памятника героям Русско-японской войны 1904—1905 годов во Владивостоке возложили цветы, почтили подвиг героев минутой молчания. Почётный караул и часть личного состава ТОФ прошли торжественным маршем с равнением на мемориал. 

## В память о танковой колонне «Приморский комсомолец». 1941—1945 гг. (просп. Столетия Владивостока, 103)

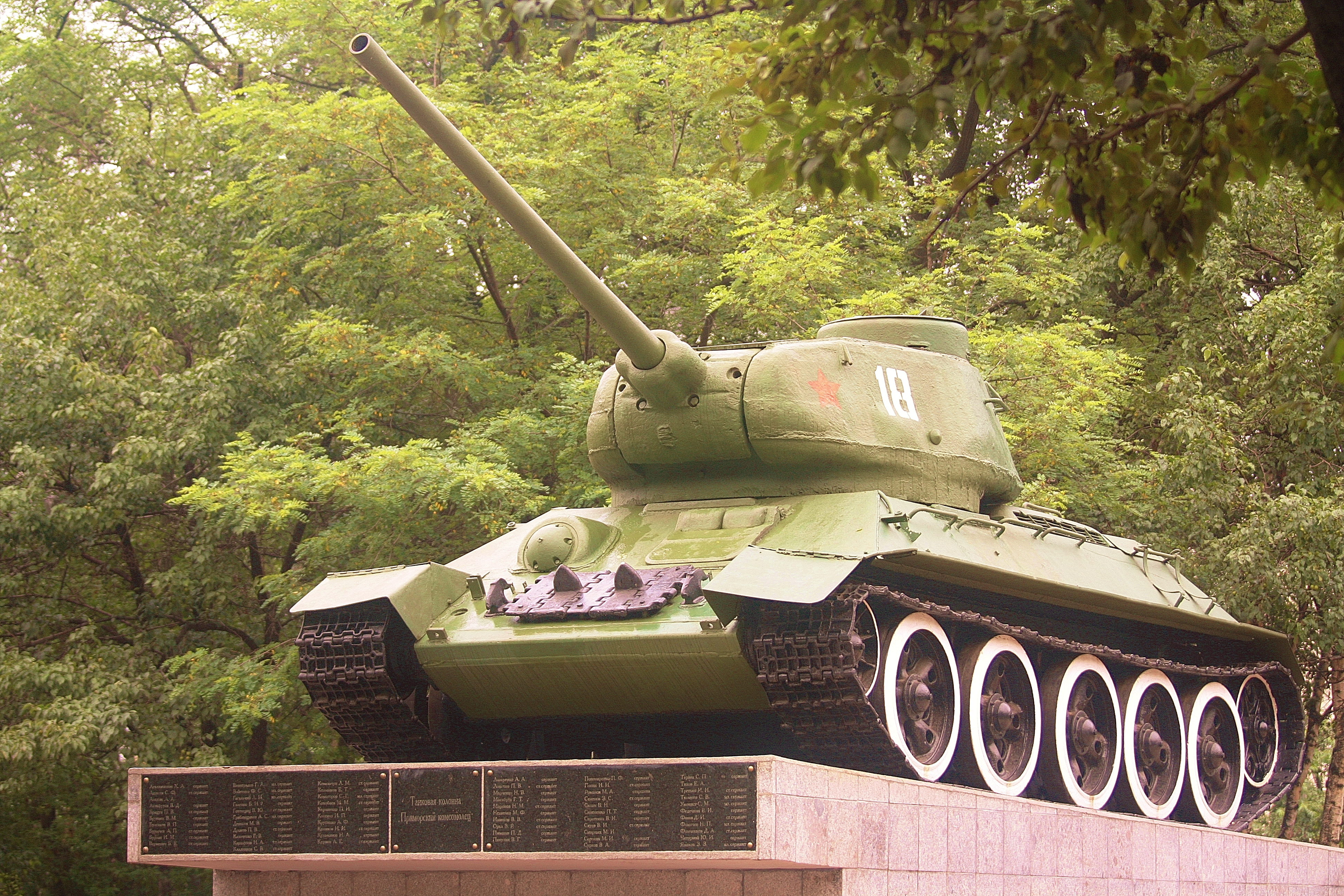
В память о танковой колонне «Приморский комсомолец»

Памятник танковой колонне «Приморский комсомолец» 1941—1945 гг. находится в сквере у Приморского краевого дома молодёжи в районе проспекта Столетия Владивостока.
Танковая колонна была создана на деньги, собранные комсомолом и молодёжью Приморского края.
Свой первый бой колонна «Приморский комсомолец» приняла под Киевом в 1943 году в составе Третьей гвардейской танковой армии 1-го Украинского фронта. Её бойцы освобождали Украину и Польшу, штурмовали Берлин и помогали восставшей в мае 1945 года Праге.
Памятник открыт в 1987 году, накануне 70-летия Великого Октября.

## Морякам-тихоокеанцам, погибшим в войне с Японией, 1945 г. (Светланская ул, Гайдамакский сквер)
Морякам-тихоокеанцам, погибшим в борьбе с Японией
В августе 1945 г. Советский Союз, верный союзническому долгу, объявил войну империалистической Японии. За несколько дней советскими воинами были освобождены от японских войск побережье Северной Кореи, Южный Сахалин, Курильские острова. В боевых операциях моряки-тихоокеанцы проявили чудеса храбрости и героизма.
Тысячи из них удостоены правительственных наград, 52 воинам-тихоокеанцам присвоено звание Героя Советского Союза. В ожесточённых боях многие моряки погибли.
5 сентября 1945 г. Приморский крайком ВКП(б) и Военный совет ТОФ приняли совместное решение о создании во Владивостоке памятника морякам-тихоокеанцам, отдавшим жизнь в боях с империалистической Японией. Из мест боёв за города Сейсин и Расин во Владивосток были доставлены останки восьми неопознанных моряков-десантников и 30 сентября торжественно захоронены в братской могиле. Над могилой установлен обелиск, сооружённый по проекту архитектора М. С. Смирнова. Памятник морякам, установлен в Гайдамакском саду, названном так в честь одного из первых русских кораблей, плававшего в дальневосточных водах в XIX веке.

Был открыт 30 сентября 1945 года. 

## Морякам 1-й Краснознамённой бригады торпедных катеров. 1941—1945 гг. (Светланская ул, 66а, сквер)

Морякам 1-й Краснознамённой бригады торпедных катеров

«Павшим смертью храбрых в боях за свободу и независимость нашей Родины в годы Великой Отечественной войны 1941—1945 гг.» — эти слова высечены на монументе. Памятник морякам-катерникам 1-й Краснознаменной бригады Тихоокеанского флота сначала был установлен на полуострове Назимова, позже перенесён в сквер у Матросского клуба.
Этот скромный монумент, открытый во Владивостоке в 1987 году стал не только первым памятником в нашем городе, но и первым официальным мемориалом на Тихом океане погибшим морякам-тихоокеанцам в водах Дальневосточной окраины Российской империи.

## Памятник Петру и Февронии Муромским

Памятник Петру и Февронии Муромским

Три года назад в России начали отмечать ежегодно 8 июля Всероссийский день семьи, верности и любви. Произошёл он от легенды о святых Петре и Февронии. На Руси в этот день молодые молились о любви, кто постарше — о согласии в семье. В этот же день совершались помолвки и свадьбы. Идея возрождения этого старинного русского праздника родилась в городе Муроме — именно там, в XIII веке княжили святые Пётр и Феврония. И именно в Муроме на территории Свято-Троицкого женского монастыря покоятся чудотворные мощи, к которым приезжают со всех концов страны верующие, дабы найти свою любовь, создать семью, завести детей.
Согласно легенде, простолюдинка Феврония вылечила Муромского князя Петра от проказы и за это потребовала жениться на ней. Князь согласился, однако после выздоровления не исполнил своего обещания. Но вскоре он вновь заболел, и Феврония опять излечила его. Тогда князь всё-таки женился на ней.
Между тем бояре воспротивились этому браку и поставили Петру ультиматум: либо жена, либо княжение. Супруги покинули город, после чего в нём началась смута и бояре вскоре попросили их вернуться. В старости Пётр и Феврония приняли монашеский постриг в разных монастырях. Они просили Бога послать им смерть в один и тот же час и завещали похоронить их в одном каменном гробу, с перегородкой посредине. Гроб был исполнен, как того пожелали святые. Умерли они действительно в один и тот же день, вот только люди не решились похоронить монаха и монахиню в одном гробу. Петра похоронили в городском соборе, а Февронию — в монастыре за городом. Двойной же гроб остался стоять пустым в сборе. Наутро все увидели, что тела обоих супругов лежат в этом гробу, как они и завещали. Их вновь попытались разделить, но утром следующего дня всё повторилось так же. С тех пор Петр и Феврония покоятся вместе, уже навсегда.

Памятник святым Благоверным Петру и Февронии появился во Владивостоке в Покровском парке 2 июля 2009 г. Высокие фигуры святых расположены на пьедестале лицом друг к другу, держа в руках пару голубей. А за Февронией, сзади, прижался к её ногам её заяц. 

## Гранитная статуя Будды Мира и Дружбы России и Японии

Гранитная статуя Будды Мира и Дружбы России и Японии

Гранитный монумент Будды появился во Владивостоке ещё в 1993 году, когда он был передан Приморскому отделению Общероссийского общественного фонда «Российский фонд мира» от общества «Япония-Россия» из префектуры Тоттори. Установленная изначально на сопке Орлиное Гнездо статуя подверглась акту вандализма и после этого случая было принято решение перенести монумент в более безопасное место.

Памятник А. С. Пушкину

Так гранитный Будда появился у корпуса ДВФУ на Океанском проспекте. Открытие отреставрированной статуи Будды на новом месте состоялось в 2010 году, а японская сторона изъявила желание завершить этот культурный проект сооружением над статуей традиционной для Японии крыши.
Установка обновлённой статуи Будды Мира на территории государственного университета стала ещё одним шагом на пути укрепления дружбы Японии и России, развития экономических и культурных связей между Приморьем и Японской префектурой Тоттори.

## Памятник А. С. Пушкину
3 июля 1997 года в Пушкинском сквере состоялась торжественная церемония открытия во Владивостоке памятника великому русскому поэту А. С. Пушкину работы выдающегося скульптора Михаила Аникушина. 
 При строительстве моста через Золотой Рог Пушкинский сквер и бюст Пушкина были убраны. Однако в 1999 году на улице Пушкинской был открыт памятник Пушкину работы Эдуарда Барсегова. Памятник находится возле Пушкинского театра.

## Памятник «Пионерам подводного плаванья на Тихоокеанском флоте»

Памятник «Пионерам подводного плаванья на Тихоокеанском флоте»

5 января 2012 года во Владивостоке на Корабельной набережной у памятника «Пионерам подводного плаванья на Тихоокеанском флоте» прошли торжества, посвящённые 105-й годовщине образования подводных сил Тихоокеанского флота России.
Первые российские подводные лодки появились на Тихом океане накануне Русско-Японской войны. 5 января 1905 года был создан отдельный отряд миноносцев, приданный отдельному отряду крейсеров с базированием на полуострове Эгершельд. Миноносцами в то время называли подводные лодки. Принято считать, что наличие подводных миноносцев в составе Владивостокского отряда крейсеров стало одним из фактов, который сдержал появление у берегов Приморья вражеских кораблей.
В годы Великой Отечественной войны отряд подводных лодок Тихоокеанского флота совершил переход через Тихий и Атлантический океаны и вошёл в состав Северного флота. Подводники-тихоокеанцы громили врага в Атлантике и Северном ледовитом океане.

Сегодня подводные силы Тихоокеанского флота оснащены современными атомными и дизельными подводными лодками, которые несут межконтинентальные баллистические ракеты, ударное и противолодочное оружие. Подводники-тихоокеанцы ежедневно несут боевое дежурство по защите Дальневосточных рубежей Российской Федерации. 

## Памятник приморцам, погибшим в ходе локальных войн и военных конфликтов
Памятник приморцам, погибшим в ходе локальных войн и военных конфликтов
Памятник приморцам, погибшим в ходе локальных войн и военных конфликтов сооружён Приморской краевой общественной организацией ветеранов боевых действий «Контингент».
Осенью 2003 года группа бывших военнослослужащих дивизии морской пехоты Тихоокеанского флота приняла коллективное решение о необходимости создания общественной организации. 27 ноября 2003 года такая организация была создана и получила название «Общественная организация социальной поддержки и защиты ветеранов боевых действий на территории РФ, на территории других государств и семей погибших ветеранов „Контингент“ Приморского края» (сокращённое название — Приморская краевая общественная Организация ветеранов боевых действий «Контингент»). Среди тех, кто стоял у истоков создания организации были в основном морские пехотинцы, прошедшие через боевые действия в Чечне и Дагестне.
Первоочередной задачей организации было решено считать сооружение Мемориала памят боевым товарищам и всем, кто погиб в локальных войнах и вооружённых конфликтах.
Скульптор — заслуженный художник России, член Союза художников Ненаживин Валерий Геннадьевич.
Архитектор — Шевелев Станислав Федорович.
Комплекс памятника состоит из четырёхметровой стены, выполненной из неражавеющей стали, фигуры сидящего воина, отлитой из чугуна и тумбы из нержавеющей стали. Элементы памятника установлены на постаменте размером 6×7 метров, возвышающемся над уровнем земли на 30 сантиметров.
На стене из нержавеющей стали по всему периметру нанесены выписки из писем военнослужащих, погибших в Чечне, из писем родственников и выписки из официальных документов. В верхней части стены изображены стилизованные лица воинов. В целом стена напоминает о жертвах войны, доносит до нас их мысли и переживания.
Скульптура представляет из себя солдата, вышедшего из тяжёлого боя живым, но потерявшего в бою своих товарищей. В руках он держит личные номера (жетоны смерти) погибших друзей. Номера на жетонах принадлежат реальным военнослужащим, погибшим в бою.
В целом скульптурный комплекс олицетворяет собой скорбь и память о наших боевых товарищах, погибших в бою, увековечивает память сыновей, отцов, мужей и братьев, которые отдали свои жизни, отстаивая государственные интересы.

Прообразом скульптуры вышедшего из боя солдата является спецназовец, старшина контрактной службы Роман Вдовин. Он прошёл нелёгкий путь по дорогам Кавказской войны. Десять раз судьба забрасывала его на Северный Кавказ в качестве бойца спецназа. Он участвовал в многочисленных боевых операциях, получал государственные награды и терял товарищей. На его долю выпало немало невзгод и лишений. Именно его военная судьба вдохновила скульптора на создание фигуры скульптурного комплекса.

## Мемориальный комплекс «Памяти подводников „всех поколений“»
Находится на территории ФВО ДВФУ. Мемориальный комплекс открыт 19 марта 2006 г. и посвящён истории создания и становления современного атомного ракетоносного подводного флота России. Комплекс состоит из ограждения боевой рубки с выдвижными устройствами, частью носовой надстройки, макета центрального поста головного ракетного подводного крейсера стратегического назначения проекта 667А «К-399» и последнего в этой серии атомного подводного крейсера «К-430».
Подводные лодки проекта 667А «Навага» спроектированы в ЦКБ морской техники «Рубин» (г. Ленинград) и построены заводом им. Ленинского Комсомола в Комсомольске-на-Амуре.

Мемориальный комплекс посещают моряки-подводники, учёные, конструкторы, кораблестроители, десятки людей, судьба которых связана с созданием ракетно-ядерного щита Родины на Дальнем Востоке.

## Статуя «Чужого»
Находится в центре, по адресу Фонтанная 42а, недалеко от отеля Hyundai, кто установил скульптуру, неизвестно.
Более 2 метров в высоту, статуя выполнена из металла. Появление "Чужого" во Владивостоке никак не анонсировалось. Начальник отдела дизайна городской администрации Павел Шугуров сообщил, что о появлении "Чужого" ничего не слышал.
Первый научно-фантастический фильм ужасов "Чужой" вышел на экраны в 1979 году, став культовым и положив начало одноимённой серии. Образ "Чужого" создал известный швейцарский художник Ганс Рудольф Гигер, известный своими мрачными и шокирующими работами, использующими образы биомеханизмов, в которых соединяются плоть и металл.

## Стела «Владивосток — город воинской славы»

Стела

## Памятник солдатам правопорядка

Памятник солдатам правопорядка

## Памятник Антону Павловичу Чехову
Бронзовая скульптура А.П. Чехова в сквере Чехова установлена в 2018 году на День города Владивостока.

крупный план
во весь рост